# Ivan Šusteršič
Ivan Šusteršič (ur. 29 maja 1863 w Ribnicy, zm. 7 października 1925 w Lublanie) – słoweński polityk i prawnik.

## Życiorys
Uczęszczał do gimnazjum w Kranju. W latach 1881–1885 studiował prawo na Uniwersytecie Wiedeńskim.
Był liderem Słoweńskiej Partii Ludowej. Był także jednym ze współzałożycieli organizacji Katoliško politično društvo. Od 1896 roku zasiadał w austriackiej Radzie Państwa. Należał do klubu parlamentarnego byłego premiera Karla von Hohenwarta. Z mandatu zrezygnował dwa lata później. Sprawował go ponownie w latach 1900–1918. Działał w parlamentarnych klubach zrzeszających przedstawicieli narodów słowiańskich. W 1917 roku był jednym z sygnatariuszy deklaracji majowej, uchwalonej w duchu jugoslawizmu. Obawiał się jednak serbskiej dominacji w nowym państwie. Pozostawał lojalny wobec cesarstwa.
11 grudnia 1922 pozwolono mu na przyjazd do Królestwa Serbów, Chorwatów i Słoweńców. W 1923 roku bezskutecznie ubiegał się o mandat do jugosłowiańskiego parlamentu i definitywnie wycofał się z życia politycznego.